# George Strait

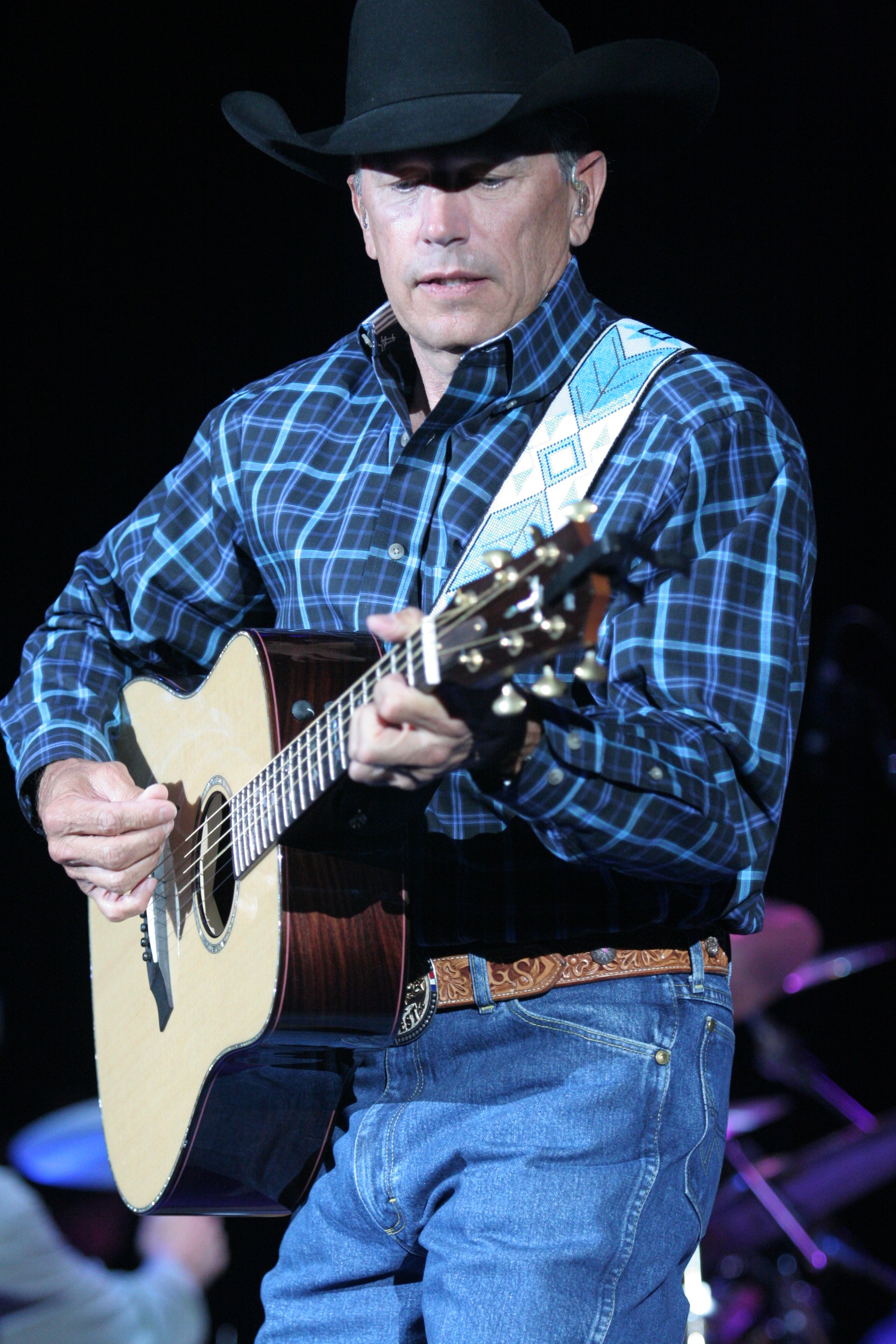
George Strait (2008)

George Harvey Strait (* 18. Mai 1952 in Poteet, Atascosa County, Texas) ist ein US-amerikanischer Country-Sänger, Songwriter und Musikproduzent. Er ist ein bedeutender Vertreter des Neo-Traditionalismus und trägt den Beinamen „King of Country“.
Er erreichte bis 2019 mit 26 Alben und 44 Singles Platz eins der Billboard-Country-Charts. In seiner rund 40-jährigen Karriere verkaufte er weltweit mehr als 100 Millionen Tonträger. Neben einem Grammy und zahlreichen anderen Auszeichnungen wurde er mehrfach von der CMA und der ACM zum „Entertainer of the Year“ gewählt.

## Biografie

### Kindheit und Jugend
Strait wurde 1952 in Texas als Sohn des Mathematiklehrers John Byron Strait Sr. (1922–2013) und seiner Frau Doris Couser (1930–2010) geboren. George Strait und sein Bruder (1950–2009) wurden nach der frühen Scheidung seiner Eltern vom Vater im Städtchen Pearsall im Frio County großgezogen, während ihre Schwester bei der Mutter aufwuchs. Sie verbrachten die Wochenenden regelmäßig auf der Familienranch, die von den Großeltern bewirtschaftet wurde. Als Teenager begann er Musik zu machen und spielte unter anderem in einer Rock-’n’-Roll-Schülerband. Im Dezember 1971 heiratete er im Alter von 19 Jahren seine Schulfreundin Norma. Sein Collegestudium brach er ab und ging zur Army.
Während seiner dreijährigen Militärzeit wurde er nach Hawaii versetzt und wurde Mitglied einer Countryband, die aus der Army hervorgegangen war und auch außerhalb der Kasernen auftrat. Seine musikalischen Vorbilder waren Merle Haggard, George Jones und Bob Wills. Nach seinem Militärdienst studierte Strait ab 1975 an der Texas State University Landwirtschaft und arbeitete anschließend als Vorarbeiter auf einer Ranch. Noch während seiner Studienzeit hatte er sich über einen Zettel am Schwarzen Brett als Sänger mit der Band Ace in the Hole zusammengefunden. Die Gruppe spielte in Clubs und Dancehalls rund um San Antonio in Texas und baute sich schnell eine Fangemeinde auf.

### Erste Schritte
1976 wurden bei D Records die ersten Singles aufgenommen. Das kleine Label gehörte dem George-Jones-Produzenten „Pappy“ Daily, der der Großvater eines der Bandmitglieder war. Es handelte sich um drei Eigenkompositionen von Strait, die allerdings nicht erfolgreich waren. 1977 produzierte Strait zusammen mit dem Songwriter Darrell Staedler einige Demo-Tapes und bot sie erfolglos verschiedenen Plattenfirmen an.
Strait spielte einige Demos für das Label MCA ein und erhielt im Alter von 29 Jahren schließlich einen Vertrag. Das erste Stück, das dort veröffentlicht wurde, war die Dean-Dillon-Komposition Unwound. Die Single schaffte es in die Top 10 der Country-Singlecharts. Nach dem Erfolg der Single wurde mit Session-Musikern sein erstes Album Strait Country eingespielt. Es hielt sich über ein Jahr in den Country-Charts. Seine alte Band begleitete ihn weiterhin auf Tourneen. Die nächsten Singles erreichten ebenfalls vordere Plätze in den Country-Charts. 1982 hatte er mit Fool Hearted Memory seinen ersten Nummer-1-Country-Hit. Mit dem Album Right or Wrong kam er 1984 erstmals auch in die offiziellen Albumcharts und blieb zwei Jahre in den Country-Charts. Mit dem Album Does Fort Worth Ever Cross Your Mind erreichte er erstmals auch in den Country-Album-Charts Platz 1.

### Superstar der Country-Musik

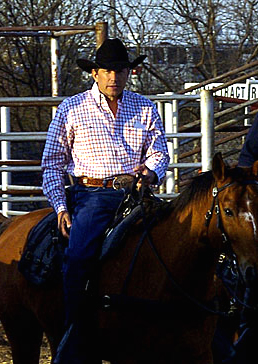
George Strait (2005)

Über mehr als drei Jahrzehnte dominierte George Strait die Country-Musik. Von 1981 bis 1999 erreichten alle Studio- und Livealben und alle größeren Kompilationen Platinstatus. 25-mal erreichte er Platz 1 bei den Country-Alben, ab den 1990ern war er auch regelmäßig in den Top 10 der offiziellen Verkaufscharts und stand dort fünfmal an der Spitze. Sein 1995 veröffentlichtes 4-fach-Album Strait Out of the Box ist mit über acht Millionen verkauften Exemplaren seine erfolgreichste Veröffentlichung und eine der meistverkauften Album-Box-Veröffentlichungen aller Zeiten. Über 100 Platzierungen kann er bei den Country-Singles vorweisen, 44 Mal stand er auf dort Platz 1. Von 1986 bis 1989 hatte er elf Nummer-eins-Hits in Folge. In den offiziellen Singlecharts, in denen traditionelle Country-Musik in den 1980ern und 1990ern kaum vorkam, war er ab 2000 regelmäßig vertreten und kam bis auf Platz 23 (2002 mit She’ll Leave You with a Smile). Mit Give It All We Got Tonight hatte er 2012 einen Millionenseller. Durch die Nummer-eins-Platzierung des Songs in den Country-Charts wurde Strait zum ersten Künstler mit 60 Hit-Singles bei Billboard.
1992 spielte er die Hauptrolle in seinem eigenen Musikspielfilm Pure Country. Das Soundtrackalbum verkaufte sich über sechs Millionen Mal und ist neben der Albumbox von 1995 und der Nummer-eins-Hit-Sammlung 50 Number Ones von 2004 eine seiner drei erfolgreichsten Veröffentlichungen. Insgesamt verkaufte Strait bis 2015 mehr als 100 Millionen Tonträger. Er erhielt in den USA bis einschließlich 2015 13 Mehrfachplatin-, weitere 22 Platin- und weitere elf Gold-Auszeichnungen. Er erhielt bis 2006 88 der wichtigsten Musikpreise in den USA, darunter 16 Billboard Awards sowie die National Medal of Arts 2003. 2006 wurde er in die Country Music Hall of Fame aufgenommen; 2009 ernannte ihn die Academy of Country Music zum Künstler des Jahrzehnts.
Strait orientierte sich an bekannten Stilrichtungen wie Honky Tonk und Western Swing und gehörte zu den Begründern des Neo-Traditionalismus. Auch gegen neue Strömungen und neue Musikergenerationen ab den 1990ern konnte er sich erfolgreich behaupten. In den 2000ern ging er auch neue Wege, zum Beispiel mit dem gesanglich experimentellen Album The Road Less Traveled (2001). Zwei Jahre später veröffentlichte er die Konzert-DVD For the Last Time: Live from the Astrodome vom Auftritt bei der Houston Livestock Show and Rodeo, das letztmals im Astrodome stattfand. Mit Alan Jackson veröffentlichte er 2000 und 2002 seine ersten beiden Duett-Singles. 2007 erschien ein gemeinsames Konzertalbum mit Jackson und Jimmy Buffett.
2012 kündigte Strait an, zwei Jahre lang auf Abschiedstournee zu gehen, um danach nur noch ausgewählte Shows zu spielen und in Las Vegas aufzutreten. Ein Mitschnitt des Abschlusskonzerts im AT&T Stadium in Arlington, zu dem viele Gaststars eingeladen worden waren, wurde 2014 unter dem Titel The Cowboy Rides Away veröffentlicht. 2015 erschien sein 28. Studioalbum mit dem Titel Cold Beer Conversation. Im Jahr 2017 trat Strait noch im Rahmen von insgesamt zehn Shows in Las Vegas auf. 2019 folgte das Album Honky Tonk Time Machine, das ebenfalls die Spitze der Country-Charts erreichte.

## Privatleben
Strait ist seit 1971 mit seiner High-School Freundin Norma verheiratet und hat zwei Kinder mit ihr: Jenifer Lynn Strait (1972–1986) und George Strait Jr., genannt Bubba (* 1981). Seine Tochter kam 1986 mit 13 Jahren bei einem Autounfall ums Leben, was dafür sorgte, dass sich Strait weitgehend von Talkshows und Interviews zurückzog. Im Gedenken an seine Tochter gründeten Strait und seine Frau die Jenifer-Lynn-Strait-Foundation, die Geld an Wohltätigkeitsorganisationen für Kinder in Texas spendet.
Strait ist als Philanthrop bekannt und nimmt häufig an Spendenaktionen für wohltätige Zwecke teil. So sorgte er mit einer Reihe an Konzerten für Einnahmen in Höhe von 40 Millionen US-Dollar, die dem Wiederaufbau von Süd-Texas nach dem Hurricane im Jahr 2018 zugutekamen. Nach dem Amoklauf an der Sandy-Hook Elementary School im Dezember 2012 widmete er den getöteten Kindern und Lehrkräften das Lied I Believe. Auch nach dem Amoklauf an der Uvalde-Elementary-School im Mai 2022 beteiligte sich Strait wieder an Spendenaktionen.

## Diskografie
Studioalben

| Jahr | Titel                                | Höchstplatzierung, Gesamtwochen, AuszeichnungChartplatzierungen (Jahr, Titel, Platzierungen, Wochen, Auszeichnungen, Anmerkungen) | Höchstplatzierung, Gesamtwochen, AuszeichnungChartplatzierungen (Jahr, Titel, Platzierungen, Wochen, Auszeichnungen, Anmerkungen) | Höchstplatzierung, Gesamtwochen, AuszeichnungChartplatzierungen (Jahr, Titel, Platzierungen, Wochen, Auszeichnungen, Anmerkungen) | Anmerkungen                              |
| Jahr | Titel                                | CH | US | Country | Anmerkungen                              |
| ---- | ------------------------------------ | --- | --- | --- | ---------------------------------------- |
| 1981 | Strait Country                       | — | US— PlatinUS | Country26 (57 Wo.)Country | Erstveröffentlichung: 4. September 1981  |
| 1982 | Strait from the Heart                | — | US— PlatinUS | Country18 (32 Wo.)Country | Erstveröffentlichung: 3. Juni 1982       |
| 1983 | Right or Wrong                       | — | US163 Platin · (7 Wo.)US | Country21 (104 Wo.)Country | Erstveröffentlichung: 6. Oktober 1983    |
| 1984 | Does Fort Worth Ever Cross Your Mind | — | US139 Platin · (16 Wo.)US | Country1 (70 Wo.)Country | Erstveröffentlichung: 26. September 1984 |
| 1985 | Something Special                    | — | US— PlatinUS | Country1 (68 Wo.)Country | Erstveröffentlichung: 29. August 1985    |
| 1986 | #7                                   | — | US126 Platin · (11 Wo.)US | Country1 (54 Wo.)Country | Erstveröffentlichung: 14. Mai 1986       |
| 1987 | Ocean Front Property                 | — | US117 ×2Doppelplatin · (28 Wo.)US                                                                                                 | Country1 (91 Wo.)Country | Erstveröffentlichung: 17. Januar 1987    |
| 1988 | If You Ain’t Lovin’ You Ain’t Livin’ | — | US87 Platin · (14 Wo.)US | Country1 (64 Wo.)Country | Erstveröffentlichung: 22. Februar 1988   |
| 1989 | Beyond the Blue Neon                 | — | US92 Platin · (24 Wo.)US | Country1 (77 Wo.)Country | Erstveröffentlichung: 6. Februar 1989    |
| 1990 | Livin’ It Up                         | — | US35 Platin · (42 Wo.)US | Country1 (76 Wo.)Country | Erstveröffentlichung: 15. Mai 1990       |
| 1991 | Chill of an Early Fall               | — | US45 Platin · (49 Wo.)US | Country4 (58 Wo.)Country | Erstveröffentlichung: 19. März 1991      |
| 1992 | Holding My Own                       | — | US33 Platin · (24 Wo.)US | Country5 (32 Wo.)Country | Erstveröffentlichung: 21. April 1992     |
| 1993 | Easy Come, Easy Go                   | — | US5 ×2Doppelplatin · (53 Wo.)US                                                                                                   | Country2 (69 Wo.)Country | Erstveröffentlichung: 28. September 1993 |
| 1994 | Lead On                              | — | US26 ×2Doppelplatin · (44 Wo.)US                                                                                                  | Country1 (74 Wo.)Country | Erstveröffentlichung: 8. November 2014   |
| 1996 | Blue Clear Sky                       | — | US7 ×3Dreifachplatin · (57 Wo.)US                                                                                                 | Country1 (104 Wo.)Country | Erstveröffentlichung: 23. April 1996     |
| 1997 | Carrying Your Love with Me           | — | US1 ×3Dreifachplatin · (57 Wo.)US                                                                                                 | Country1 (104 Wo.)Country | Erstveröffentlichung: 22. April 1997     |
| 1998 | One Step at a Time                   | — | US2 ×2Doppelplatin · (36 Wo.)US                                                                                                   | Country1 (75 Wo.)Country | Erstveröffentlichung: 21. April 1998     |
| 1999 | Always Never the Same                | — | US6 Platin · (40 Wo.)US | Country2 (70 Wo.)Country | Erstveröffentlichung: 2. März 1999       |
| 2000 | George Strait                        | — | US7 Gold · (14 Wo.)US | Country1 (49 Wo.)Country | Erstveröffentlichung: 19. September 2000 |
| 2001 | The Road Less Traveled               | — | US9 Platin · (42 Wo.)US | Country1 (92 Wo.)Country | Erstveröffentlichung: 6. November 2001   |
| 2003 | Honkytonkville                       | — | US5 Platin · (45 Wo.)US | Country1 (69 Wo.)Country | Erstveröffentlichung: 10. Juni 2003      |
| 2005 | Somewhere Down in Texas              | — | US1 Platin · (34 Wo.)US | Country1 (101 Wo.)Country | Erstveröffentlichung: 28. Juni 2005      |
| 2006 | It Just Comes Natural                | — | US3 Platin · (58 Wo.)US | Country1 (78 Wo.)Country | Erstveröffentlichung: 3. Oktober 2006    |
| 2008 | Troubadour                           | — | US1 Platin · (78 Wo.)US | Country1 (78 Wo.)Country | Erstveröffentlichung: 1. April 2008      |
| 2009 | Twang                                | — | US1 Gold · (38 Wo.)US | Country1 (78 Wo.)Country | Erstveröffentlichung: 11. August 2009    |
| 2011 | Here for a Good Time                 | — | US3 Gold · (21 Wo.)US | Country1 (62 Wo.)Country | Erstveröffentlichung: 6. September 2011  |
| 2013 | Love Is Everything                   | — | US2 Gold · (51 Wo.)US | Country1 (77 Wo.)Country | Erstveröffentlichung: 14. Mai 2013       |
| 2015 | Cold Beer Conversation               | — | US4 (13 Wo.)US | Country1 (32 Wo.)Country | Erstveröffentlichung: 25. September 2015 |
| 2019 | Honky Tonk Time Machine              | — | US4 (8 Wo.)US | Country1 (13 Wo.)Country | Erstveröffentlichung: 29. März 2019      |
| 2024 | Cowboys and Dreamers                 | CH75 (1 Wo.)CH | US14 (… Wo.)US | Country6 (… Wo.)Country | Erstveröffentlichung: 6. September 2024  |

grau schraffiert: keine Chartdaten aus diesem Jahr verfügbar

## Künstlerauszeichnungen (Auswahl)
- 1984: ACM – Top Male Vocalist
- 1985: ACM – Album of the Year: Does Fort Worth Ever Cross Your Mind
- 1985: ACM – Top Male Vocalist
- 1985: CMA – Album of the Year: Does Fort Worth Ever Cross Your Mind
- 1985: CMA – Male Vocalist of the Year
- 1986: CMA – Male Vocalist of the Year
- 1986: TNN – Top Male Vocalist
- 1988: ACM – Top Male Vocalist
- 1989: ACM – Entertainer of the Year
- 1989: CMA – Entertainer of the Year
- 1990: CMA – Entertainer of the Year
- 1995: ACM – Single of the Year: Check Yes or No
- 1996: ACM – Album of the Year: Blue Clear Sky
- 1996: ACM – Top Male Vocalist
- 1996: Billboard – Country Artist of the Year
- 1996: CMA – Album of the Year: Blue Clear Sky
- 1996: CMA – Male Vocalist of the Year
- 1996: CMA – Single of the Year: Check Yes or No
- 1996: TNN – Album of the Year: Lead On
- 1996: TNN – Single of the Year
- 1997: ACM – Album of the Year Carrying Your Love with Me
- 1997: ACM – Top Male Vocalist
- 1997: CMA – Album of the Year: Carrying Your Love with Me
- 1997: CMA – Male Vocalist of the Year
- 1997: TNN – Album of the Year
- 1998: CMA – Male Vocalist of the Year
- 1999: TNN – Album of the Year: One Step at a Time
- 2000: CMA – Vocal Event of the Year
- 2000: TNN – Album of the Year: Always Never the Same
- 2000: TNN – Entertainer of the Year
- 2000: TNN – Single of the Year: Write This Down
- 2000: TNN – Top Male Vocalist
- 2000: CMA – Vocal Event of the Year: Murder on Music Row
- 2001: TNN – Entertainer of the Year
- 2001: TNN – Single of the Year: Murder on Music Row
- 2003: National Medal of Art
- 2003: Special Achievement Award in Recognition of 50 #1 Songs
- 2006: Country Music Hall of Fame Member
- 2009: ACM – Artist of the Decade
- 2009: Grammy Award – Best Country Album: Troubadour
- 2013: CMA – Entertainer of the Year
- 2014: ACM – Entertainer of the Year
- 2018: Government of Texas – Texan of the Year